# Dvärgbarb
Dvärgbarb (Puntius phutunio) är en fiskart som först beskrevs av Hamilton 1822.  Dvärgbarb ingår i släktet Puntius och familjen karpfiskar. IUCN kategoriserar arten globalt som livskraftig. Inga underarter finns listade i Catalogue of Life.